# مایکل رنه تیلور
مایکل رنه تیلور (انگلیسی: Mike Taylor؛ زادهٔ ۲۱ ژانویهٔ ۱۹۸۶) بازیکن بسکتبال اهل ایالات متحده آمریکا است.
از باشگاه‌هایی که در آن بازی کرده‌است می‌توان به لس آنجلس کلیپرز و باشگاه بسکتبال ستاره سرخ بلگراد اشاره کرد.